# 321 فلورنتينا
321 فلورنتينا كويكب يقع في المنطقة الخارجية لحزام الكويكبات الرئيسي بين المريخ والمشتري .اكتشفة الفلكي يوهان بليسا في 15 أكتوبر 1891 في فيينا. واطلق على الكويكب فلورنتينا وهو اسم ابنتة.

## اقرأ أيضا
- حزام الكويكبات
- عائلة كورونيس
- كورونيس 158
- كويكب من النوع أس
- اوردا 167
- لكريمسا 208
- 136 اوستريا
- 311 كلوديا